# نطاط
نطاط (الاسم العلمي Acrotylus)، جنس حشرات من رتبة مستقيمات الأجنحة وفصيلة الجرادية وفُصيلة جنادب الفرقة المجنحة أو النطاقات المجنحة. وصفت لأول مرة في عام 1853 من قبل فيبر.